# Raízen
A Raízen é uma empresa integrada de energia brasileira, com presença nos setores de produção de açúcar e etanol, distribuição de combustíveis, geração de energia renovável e lubrificantes. 
É a principal empresa no setor sucroalcooleiro do país, sendo a maior fabricante de etanol de cana-de-açúcar do Brasil e maior exportadora individual de açúcar de cana no mercado internacional.
Atualmente, opera uma rede de mais de 8,1 mil postos Shell e cerca de 1,7 mil lojas de conveniência na Argentina, Brasil e Paraguai e emprega mais de 45 mil funcionários.

## Histórico
A Raízen é uma joint venture, criada a partir da união de parte dos negócios da Shell e da Cosan. As unidades da Cosan responsáveis pelas atividades de produção de açúcar e etanol e cogeração de energia foram integradas na nova empresa. A empresa assumiu também as operações de distribuição e comercialização de combustíveis, no mercado B2B e B2C, sendo responsável por uma rede de postos de serviços e bases de abastecimento em aeroportos do país.
Suas atividades abrangem todas as diferentes etapas de produção, como: cultivo da cana-de-açúcar; fabricação de açúcar e etanol; cogeração de energia; logística; transporte, distribuição, exportação e varejo de combustíveis por meio dos postos de serviço e lojas de conveniência que atuam sob a marca Shell, no Brasil, na Argentina e no Paraguai.
Em outubro de 2018 a Raízen concretizou a aquisição dos ativos de refino e distribuição de combustíveis da Shell na Argentina, marcando o início de seu processo de internacionalização.
Em 2019, iniciou a operação da primeira planta de energia solar, começou a construir de uma unidade de produção de biogás e aperfeiçoou a tecnologia da unidade de etanol de segunda geração, além de aumentar os investimentos no Pulse, seu hub de inovação fundado em 2017.  No mesmo ano, foi considerada uma das empresas que os brasileiros mais sonham em trabalhar, segundo pesquisa realizada pelo Linkedln.
Em 2021, foi listada na Forbes Agro100 como a segunda maior empresa do agronegócio brasileiro, com receita estimada em R$ 120 bilhões.
Em relação às certificações, a empresa conta com 21 de 26 unidades com certificação Bonsucro – a maior área certificada no planeta segundo o Relatório Anual 2018-2019 da companhia –, uma exigência da União Europeia (UE) para exportadores de etanol, além de duas plantas em conformidade com o International Sustainability and Carbon Certification (ISCC).

## Áreas de atuação

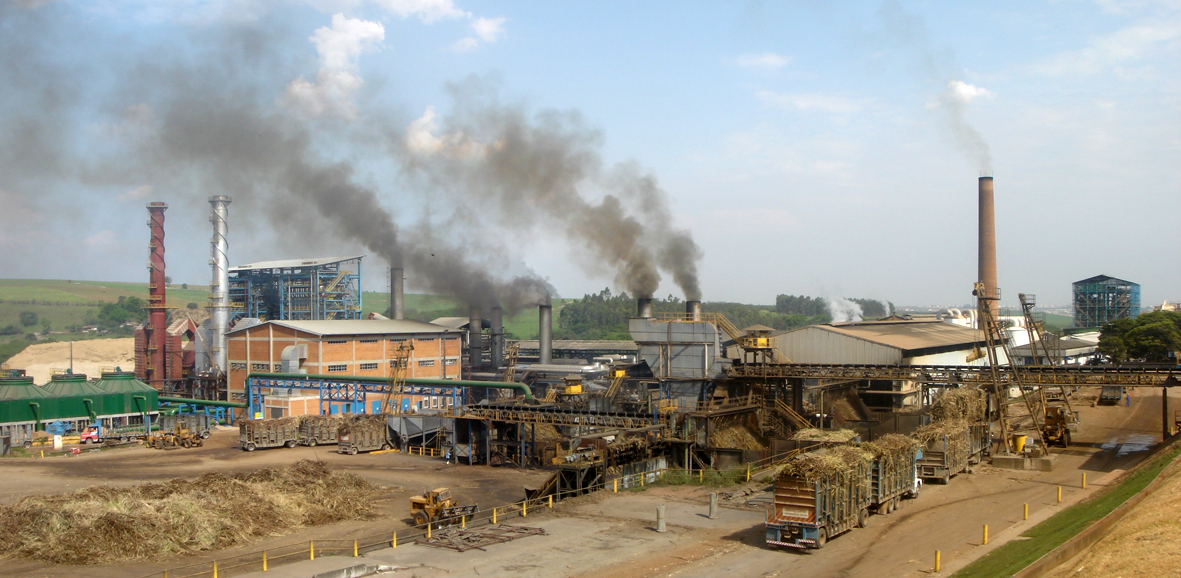
Vista da Usina Costa Pinto, em Piracicaba, fábrica que produz açúcar, etanol e álcool.

### Produção de açúcar
A Raízen é a maior exportadora individual de açúcar no mercado internacional, com produção anual de cerca de 59,7 milhões de toneladas de cana moída. A empresa produz todos os tipos de açúcares do mercado. Desde açúcares líquidos, refinados e cristais até orgânicos e o VHP (Very High Polarization), açúcar destinado à exportação.

### Produção de etanol de primeira geração
A empresa é a principal fabricante de etanol de cana-de-açúcar do Brasil e uma das maiores do mundo, com um volume anual de 19 bilhões de litros. Seus produtos são distribuídos tanto para o consumidor final (por meio da rede de postos Shell) quanto para clientes industriais. 

### Produção de etanol de segunda geração

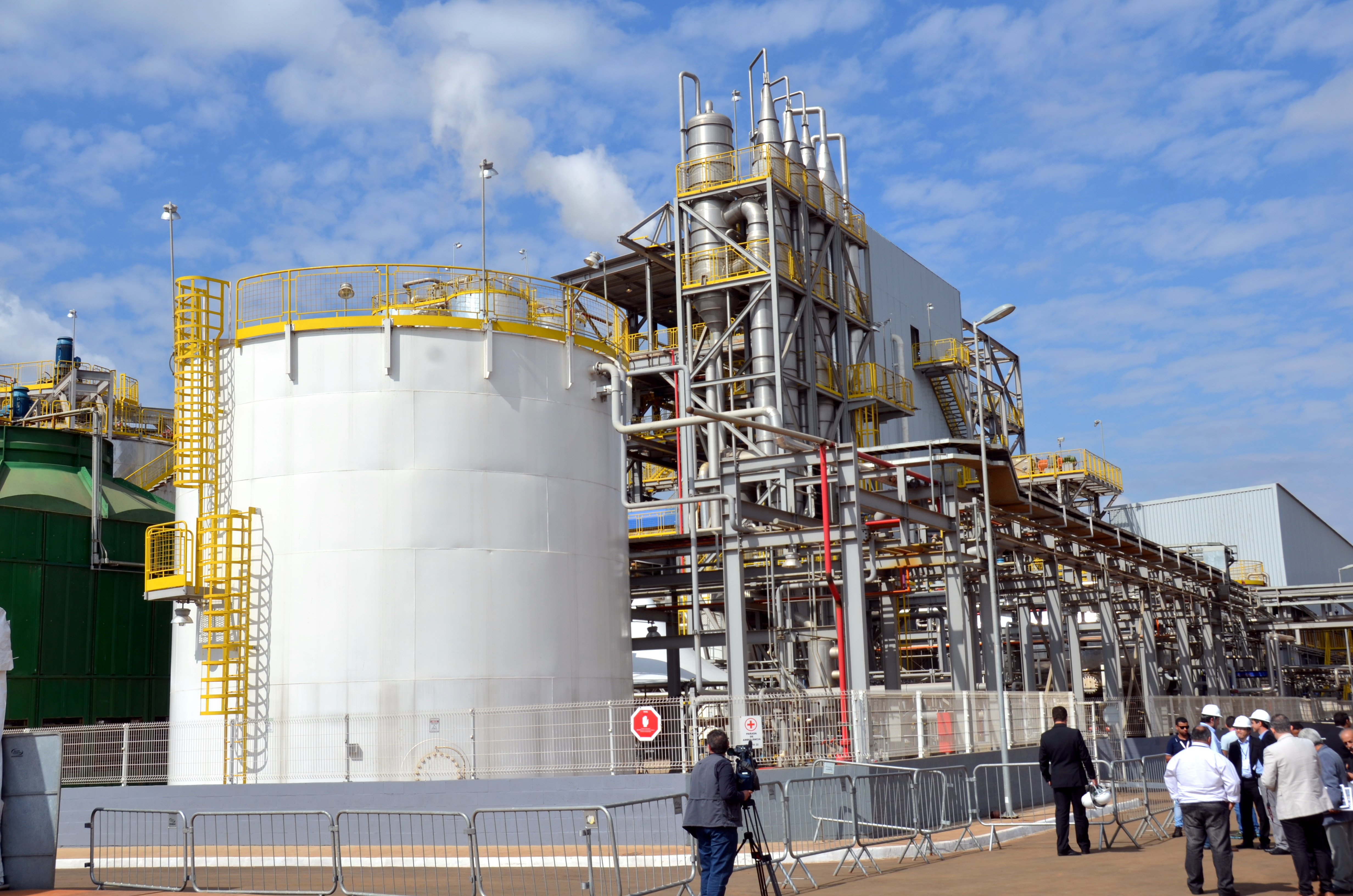
Planta de etanol de segunda geração.

Em novembro de 2014, a Raízen iniciou a operação de sua primeira planta industrial para a fabricação do etanol de segunda geração em escala comercial. A unidade, localizada em Piracicaba (SP), produziu 16,5 milhões de litros de E2G no ano-safra (2018-2019). ano.
O biocombustível é gerado a partir da palha e do bagaço da cana-de-açúcar, subprodutos do processo tradicional de fabricação de etanol e açúcar. Dessa forma, é possível aumentar a produção em cerca de 50% sem a necessidade de ampliar as áreas cultivadas. Segundo dados da Agência Internacional de Energia (AIE), o etanol convencional da cana-de-açúcar é capaz de reduzir, em média, 89% da emissão de GEE se comparado à gasolina.
Além disso, em 2019, a Raízen também começou a fornecer E2G para o grupo Boticário. O E2G faz parte da formulação dos itens de perfumaria da nova linha Nativa SPA Divine Caviar e de quem disse, Berenice?, tornando-se os primeiros produtos cosméticos do mundo a trazer em sua composição um etanol de segunda geração com menor impacto às mudanças climáticas, quando comparado ao etanol tradicional de mercado.

### Biogás
Em outubro de 2020 a Raízen inaugurou sua primeira planta de biogás, produzido a partir de resíduos do processo industrial da cana-de-açúcar. A empresa já tem uma segunda planta de biogás em construção, a primeira que será dedicada a produção de biometano - uma alternativa sustentável ao gás natural e ao GLP. O biogás pode ser convertido tanto em eletricidade quanto em gás biometano. 

### Comercialização e cogeração de energia
A Raízen utiliza o vapor produzido pela queima da biomassa da cana (bagaço, palha e folhas) como fonte de energia térmica e mecânica. O calor obtido é utilizado para processos de tratamento e evaporação do caldo e destilação do etanol. A movimentação do vapor de água possibilita o acionamento de picadores, desfibradores e moendas, além das turbinas produtoras de eletricidade.
Em 2019, a empresa também iniciou a operação da primeira planta de energia planta solar fotovoltaica, apta a comercializar energia nas regiões de Piracicaba (SP) e Campinas (SP). Também começou a construção de uma planta de biogás, que usa resíduos industriais para geração de energia elétrica. 
Todas as usinas são autossuficientes em energia elétrica a partir da biomassa, com uma capacidade total instalada de 1 GW. Além disso, a empresa comercializa 2,8 milhões de MWh de energia por ano, em parceria com a parceria da WX Energy.  
A comercialização de energia é feita a partir da Geração Distribuída - energia gerada em usinas solares espalhadas pelo Brasil e, então, injetada na rede elétrica. E também a partir de soluções de Mercado Livre - você escolhe seu fornecedor de energia e negocia questões contratuais, como preço, garantia, pagamento e prazo.  

### Eletromobilidade
Em junho de 2022 a Raízen inaugurou seu primeiro eletroposto, posto com estação de recarga para veículos elétricos com a solução Shell Recharge em São Paulo. Toda energia utilizada é de origem 100% limpa e renovável, certificada pelo I-REC Standard, sistema global de rastreamento de atributos ambientais de energia. 
Com carregadores de 50kW e 150kW, as estações Shell Recharge podem abastecer veículos elétricos em até 35 minutos.

### Distribuição de combustíveis
Além de ser uma das principais distribuidoras de combustíveis do Brasil, em 2019, a Raízen também adquiriu os ativos da Shell na Argentina, somando à estrutura da empresas uma rede com 665 postos.  Em 2021, a Raízen também adquiriu 50% da maior distribuidora de combustíveis do Paraguai e, assim, somou mais 350 postos paraguaios com a bandeira Shell.
A Raízen conta com mais de 70 terminais de distribuição e comercializa aproximadamente 25 bilhões de litros de combustível ao ano para mais de 5000 clientes no segmento B2B. Também está presente ainda em mais de 70 aeroportos, onde distribui o combustível para aviação comercial e executiva. Além de abastecer a rede de mais de 7 900 postos de serviço entre os três países.

### Lubrificantes
Em 2022, a Raízen fez a aquisição do negócio de lubrificantes da Shell no Brasil, criando a Raízen Lubrificantes. Com isso, a empresa oferta produtos para mais de 50 mil clientes industriais e comerciais, além de 50 milhões de consumidores atendidos em sua rede de postos.

### Proximidade
No segmento de proximidade e conveniência, a Raízen tem o Grupo Nós, joint venture entre a Raízen e a Femsa Comercio, atuando com as marcas Shell Select, em lojas de conveniência e OXXO, para mercados de proximidade. Totalizando mais de 1,7 mil lojas e mercados nesses segmentos. 
Esse foi o marco da entrada da OXXO no mercado brasileiro.

## Patrocínios
Seguindo a tradição da Shell no automobilismo, a Raízen está presente na Stock Car, patrocinando a equipe Shell Racing e os pilotos Atila Abreu e Ricardo Zonta. A marca foi patrocinadora oficial da categoria nas temporadas de 2012 a 2014.E
m 2015, a Raízen investiu na criação da Academia de Pilotos Shell Racing. A iniciativa reúne novas promessas do automobilismo nacional para concorrer em categorias como Super Kart Brasil e Brasileiro de Turismo.

## Fundação Raízen
A empresa mantém a Fundação Raízen, uma iniciativa para integrar e capacitar comunidades próximas às regiões de atuação da Raízen. São feitas parcerias com prefeituras, secretarias e instituições para oferecer cursos de pré-aprendiz e capacitação profissional a adolescentes e jovens.